# Kahean (Siantar Utara)
Kahean is een bestuurslaag in het regentschap Pematang Siantar van de provincie Noord-Sumatra, Indonesië. Kahean telt 7008 inwoners (volkstelling 2010).